# Tectona grandis
Il teak (Tectona grandis L.f.) è una specie di albero tropicale dal legno duro appartenente alla famiglia delle Lamiaceae. È un grande albero deciduo che cresce nelle foreste miste di latifoglie.
Il teak è originario dell'Asia meridionale e sudorientale, principalmente Bangladesh, India, Indonesia, Malesia, Myanmar, Thailandia e Sri Lanka, ma è naturalizzata e coltivata in molti paesi dell'Africa e dei Caraibi. Le foreste di teak del Myanmar rappresentano quasi la metà del teak naturale del mondo. Studi molecolari dimostrano che esistono due centri di origine genetica del teak: uno in India e l'altro in Myanmar e Laos.

## Etimologia
La parola teak deriva dal malayālaṃ tekka attraverso il portoghese teca.

## Descrizione

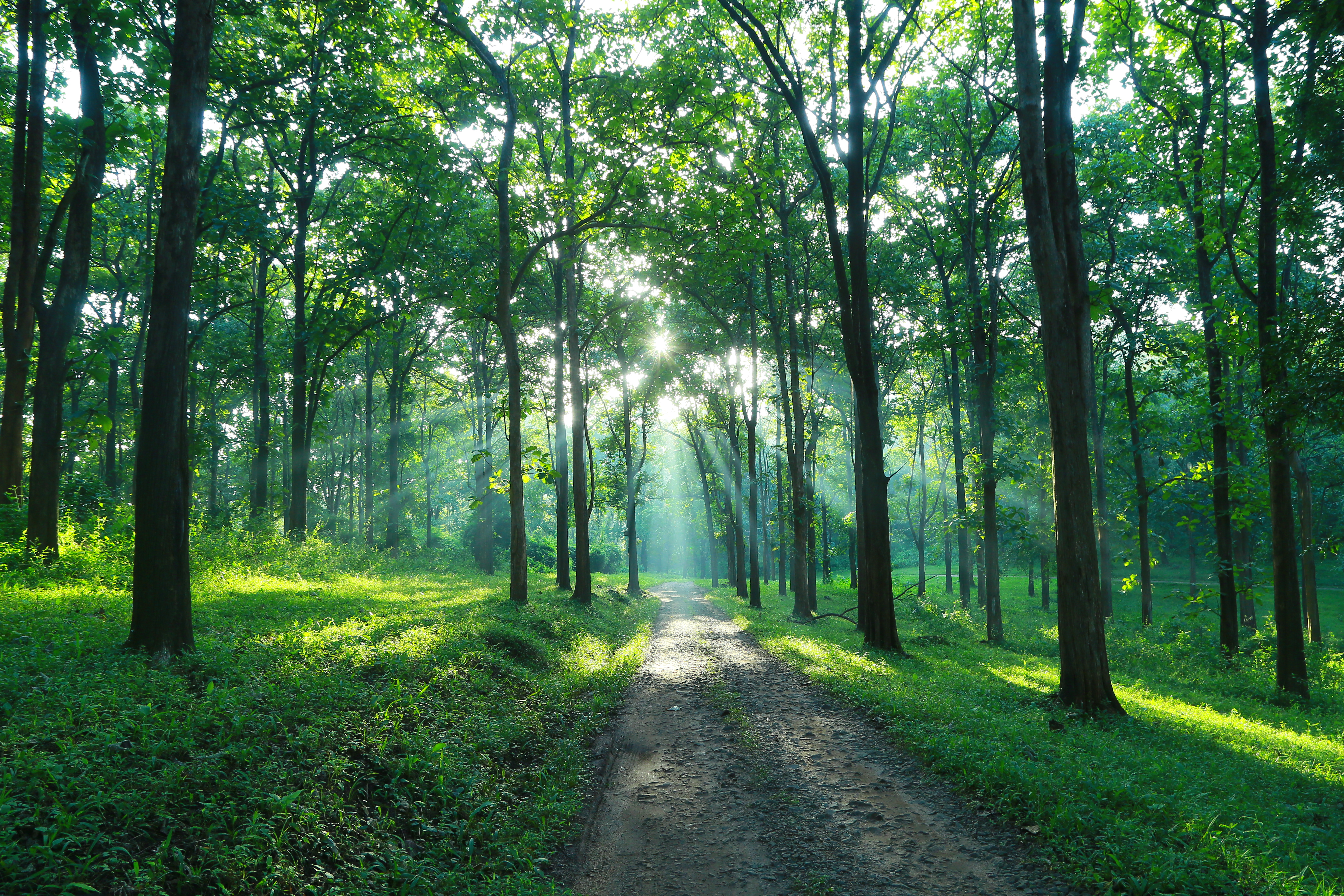
Foresta di teak nella riserva delle tigri di Parambikulam, India

Il teak è un grande albero deciduo alto fino a 40 m di altezza con rami di colore grigio-marrone, noto per il suo legno di alta qualità. Le sue foglie sono ovato-ellittiche o ovate, lunghe 15–45 cm e larghe 8–23 cm, e sono tenute su piccioli robusti che sono lunghi 2–4 cm. I margini fogliari sono interi.

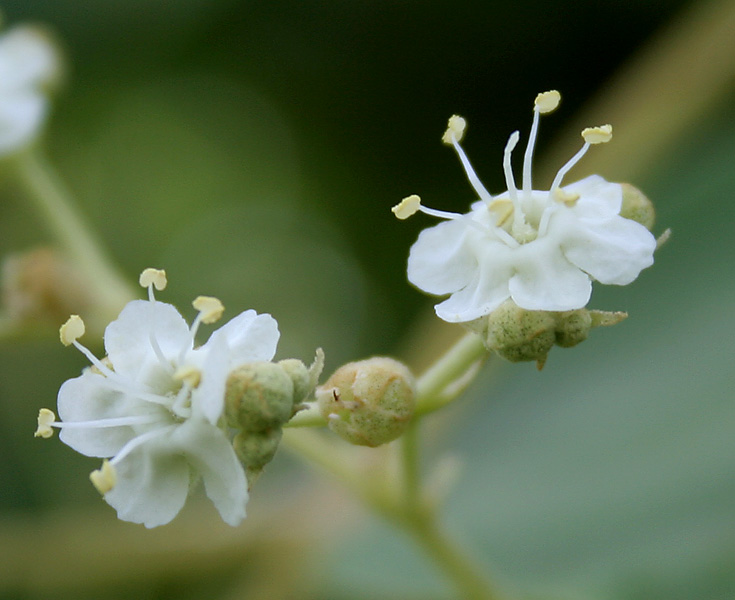
Fiori di teak

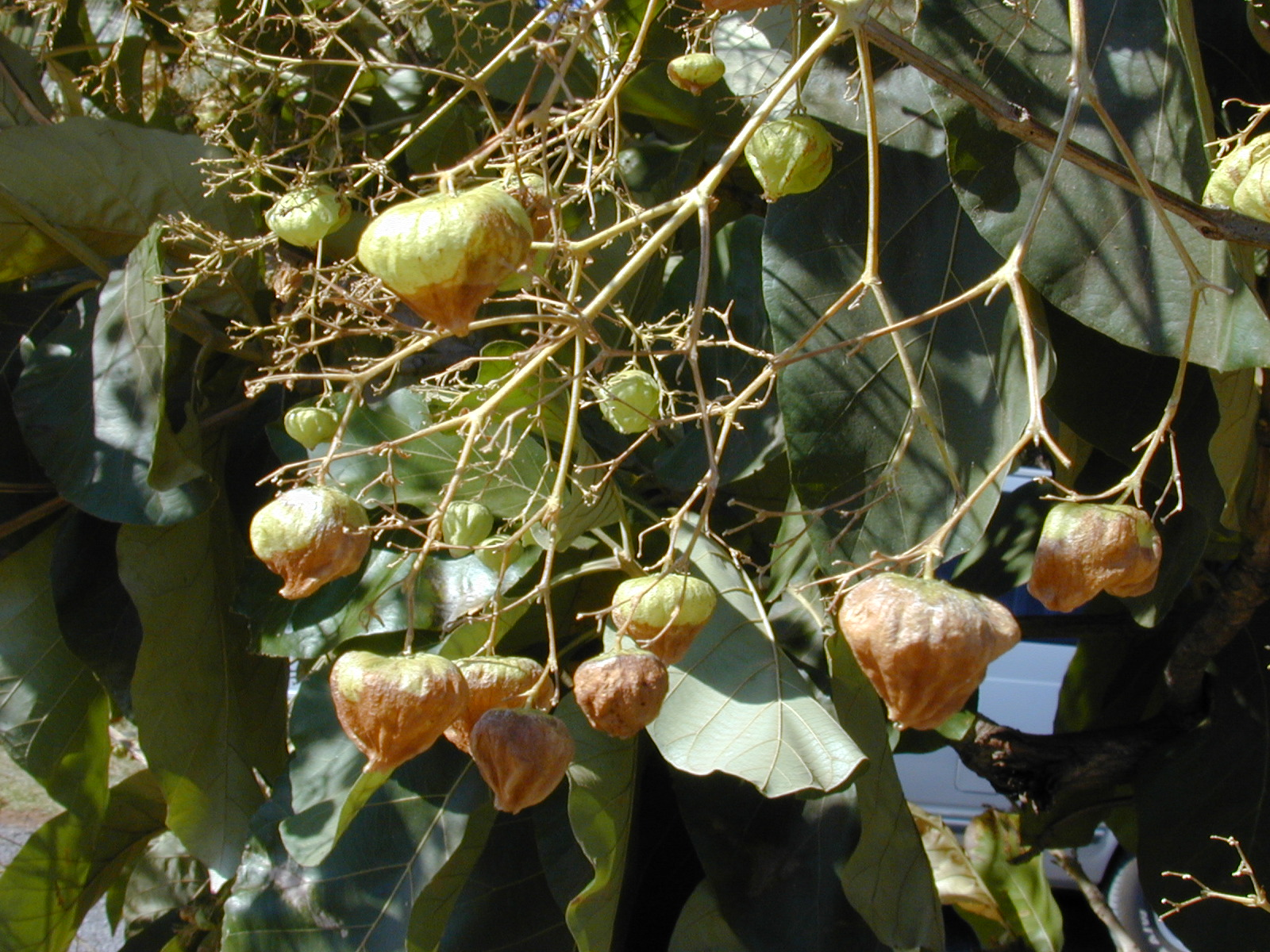
Frutti di teak

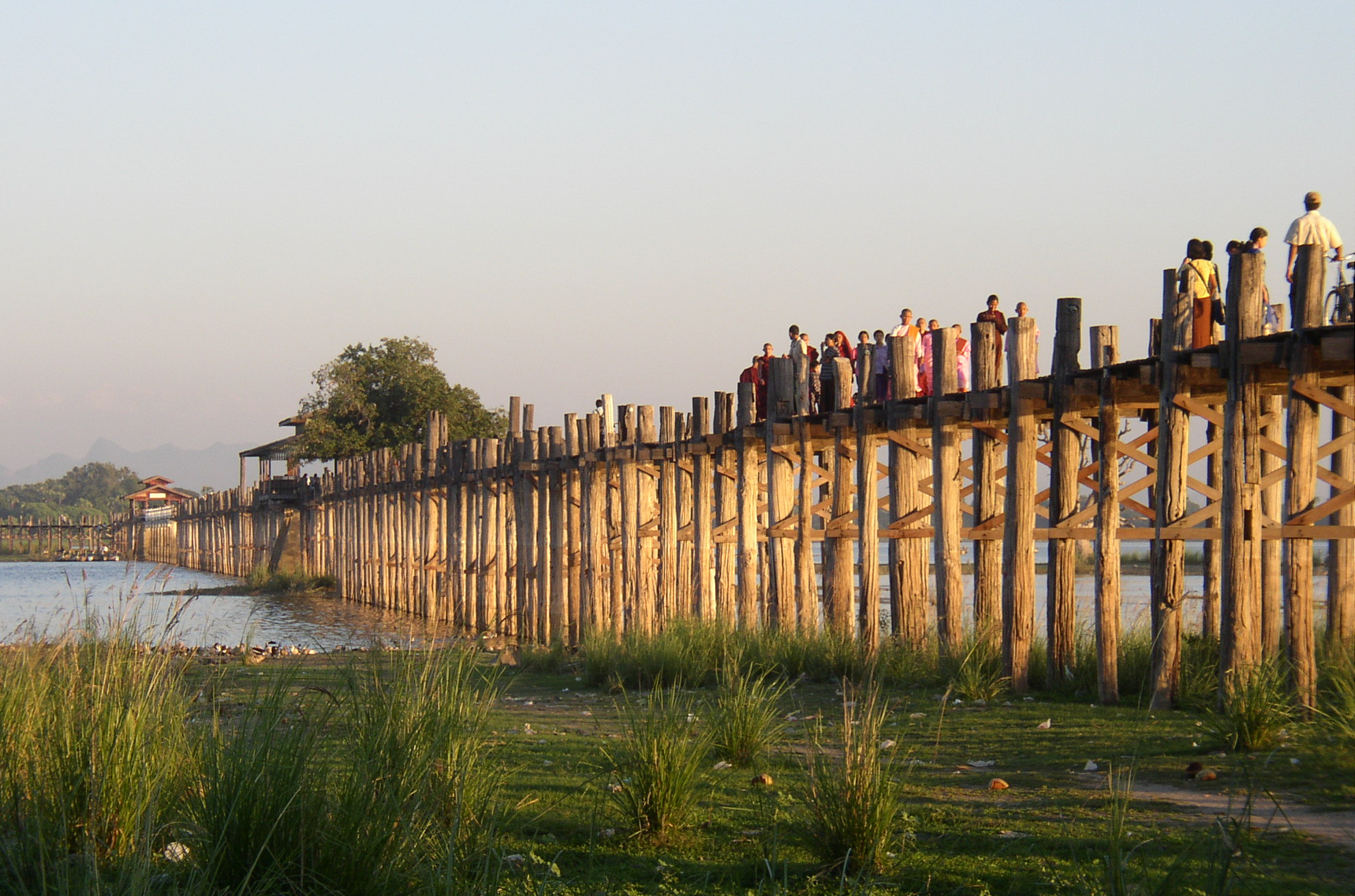
Ponte U Bein ad Amarapura, Myanmar. Il ponte in teak più lungo del mondo, (1,2 km).

I fiori bianchi profumati sono generati in ampie pannocchie da giugno ad agosto.T. grandis fruttifica da settembre a dicembre; i frutti sono globosi e di 1,2–1,8 cm di diametro. I fiori sono debolmente proterandri in quanto le antere precedono lo stigma nella maturità e il polline viene rilasciato entro poche ore dall'apertura del fiore. I fiori sono principalmente entomofili (impollinati dagli insetti), ma occasionalmente possono essere anemofili (impollinati dal vento).
La consistenza del legno è dura e gli anelli sono porosi. La densità varia in base al contenuto di umidità: al 15% di umidità è di 660 kg/m³ Il durame è di colore dal giallastro al marrone dorato. L'alburno è di colore da biancastro a marrone giallastro pallido.e si separa facilmente dal durame. Il teak si scurisce con l'invecchiamento e possono esserci grandi variazioni a seconda della regione di provenienza del teak.

## Distribuzione e habitat
Tectona grandis è una delle tre specie del genere Tectona. Le altre due specie, T. hamiltoniana e T. philippinensis, sono specie endemiche con distribuzioni native relativamente piccole rispettivamente in Myanmar e nelle Filippine. Tectona grandis è originaria di India, Bangladesh, Sri Lanka, Indonesia, Myanmar, Thailandia settentrionale e Laos nord-occidentale.
Tectona grandis si trova in una varietà di habitat e condizioni climatiche dalle aree aride con solo 500 mm di pioggia all'anno a foreste molto umide con fino a 5.000 mm di pioggia all'anno. In genere, tuttavia, la piovosità annuale nelle aree in cui cresce il teak è in media di 1.250-1.650 mm con una stagione secca di 3–5 mesi.

## Coltivazione

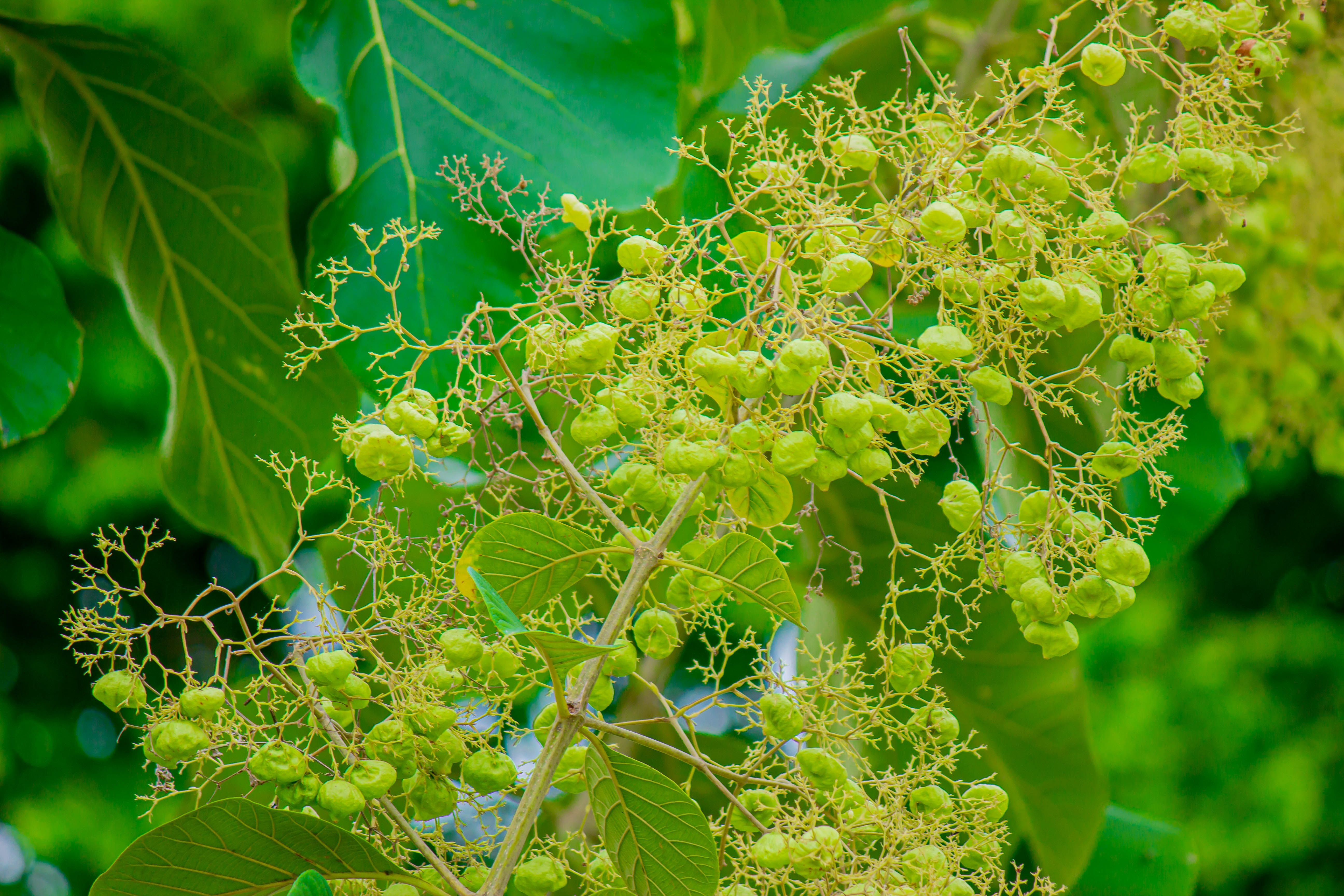
Teak in Ghana

Il teak si propaga principalmente tramite semi. La germinazione dei semi comporta un pretrattamento per rimuovere la dormienza derivante dal pericarpo spesso. Il pretrattamento prevede l'alternanza di bagnatura e asciugatura dei semi. I semi vengono immersi in acqua per 12 ore e poi lasciati essiccare al sole per 12 ore. Questa operazione viene ripetuta per 10-14 giorni, dopodiché i semi vengono seminati in letti di germinazione poco profondi, costituiti da torba grossolana ricoperta di sabbia. I semi germinano dopo 15-30 giorni.
La propagazione clonale del teak è stata effettuata con successo tramite innesto, talee di fusto radicate e micropropagazione.
Gli oli naturali del teak lo rendono utile in luoghi esposti e rendono il legno resistente alle termiti e ai parassiti. Il teak è durevole anche se non trattato con olio o vernice. Un tempo si riteneva che il legname ricavato da vecchi alberi di teak fosse più resistente e duro del teak coltivato nelle piantagioni. Studi hanno dimostrato che il teak da piantagione ha prestazioni pari a quelle del teak secolare in termini di tasso di erosione, stabilità dimensionale, deformazione e screpolatura della superficie, ma è più suscettibile al cambiamento di colore dovuto all'esposizione ai raggi UV.
La stragrande maggioranza del teak raccolto a fini commerciali proviene da piantagioni di teak situate in Indonesia e controllate da Perum Perhutani (un'impresa forestale di proprietà statale) che gestisce le foreste del Paese. L'impiego principale del teak raccolto in Indonesia è la produzione di mobili da esterno in teak destinati all'esportazione. Anche Nilambur nel Kerala, in India, è un importante produttore di teak e ospita la piantagione di teak più antica del mondo.
Il consumo di teak solleva diverse preoccupazioni ambientali, come la scomparsa di rare varietà di teak secolare. Tuttavia, la sua popolarità ha portato a una crescita della produzione sostenibile di teak nelle piantagioni forestali in tutte le zone tropicali stagionalmente secche.
Le piantagioni di teak erano ampiamente diffuse nell'Africa equatoriale durante l'era coloniale.
Gran parte del teak mondiale viene esportato da Indonesia e Myanmar. Esiste anche un mercato in rapida crescita delle piantagioni in America Centrale (Costa Rica) e in Sud America. Con l’esaurimento degli ettari naturali rimanenti di foreste di teak, si prevede un aumento della crescita delle piantagioni in America Latina.

## Usi
L'elevato contenuto di olio, l'elevata resistenza alla trazione e la grana fine del teak lo rendono particolarmente adatto laddove è richiesta resistenza alle intemperie. Viene utilizzato nella fabbricazione di mobili da esterno e ponti per imbarcazioni. Viene utilizzato anche per taglieri, pavimenti per interni, ripiani e come rivestimento per finiture interne. Sebbene sia facile da lavorare, può causare gravi smussature degli utensili affilati a causa della presenza di silice nel legno. Nel tempo il teak può assumere una finitura grigio-argentea, soprattutto se esposto alla luce solare.
In India il teak è ampiamente utilizzato per realizzare porte e infissi di finestre, mobili, colonne e travi nelle case. È resistente agli attacchi delle termiti e ai danni causati da altri insetti.
Il teak fu utilizzato anche nella costruzione della Kaaba nella Sacra Moschea della Mecca, che è la struttura più sacra della fede islamica.
Le foglie dell'albero di teak vengono utilizzate per preparare i pellakai gatti (gnocchi di jackfruit), dove pastella viene versata su una foglia di teak e cotta a vapore. Questo tipo di utilizzo si riscontra nel distretto costiero di Udupi, nell'India meridionale. Le foglie vengono utilizzate anche nel gudeg, un piatto a base di jackfruit giovane tipico di Giava Centrale, in Indonesia, e gli conferiscono il suo colore marrone scuro.

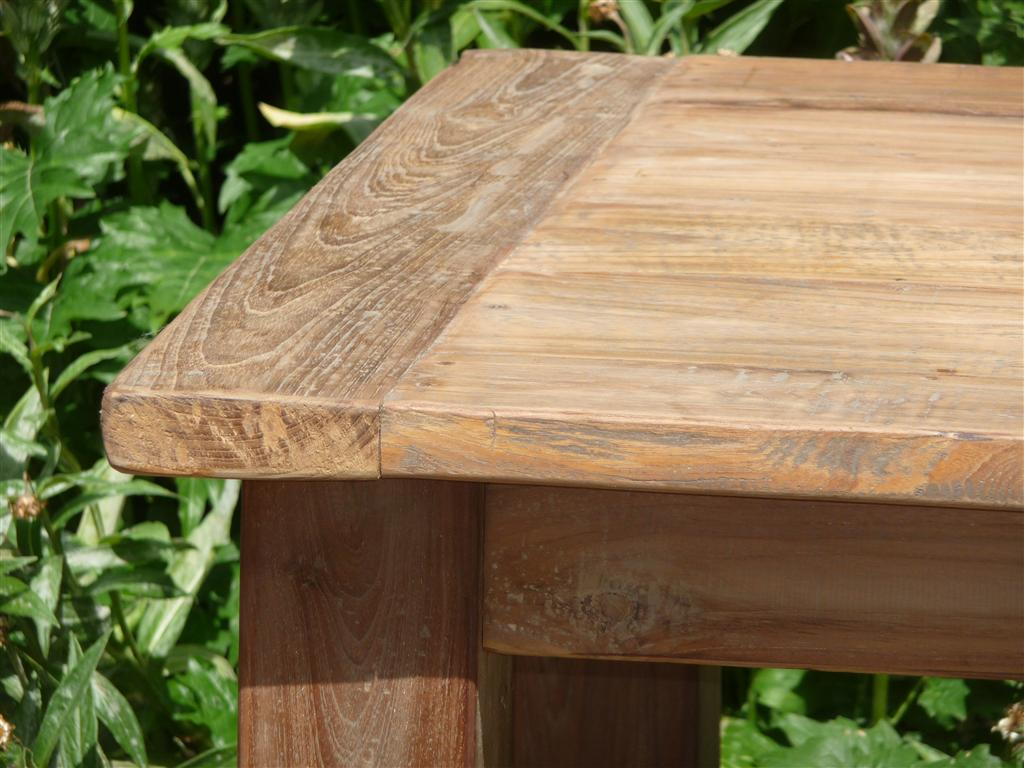
Tavolo in teak
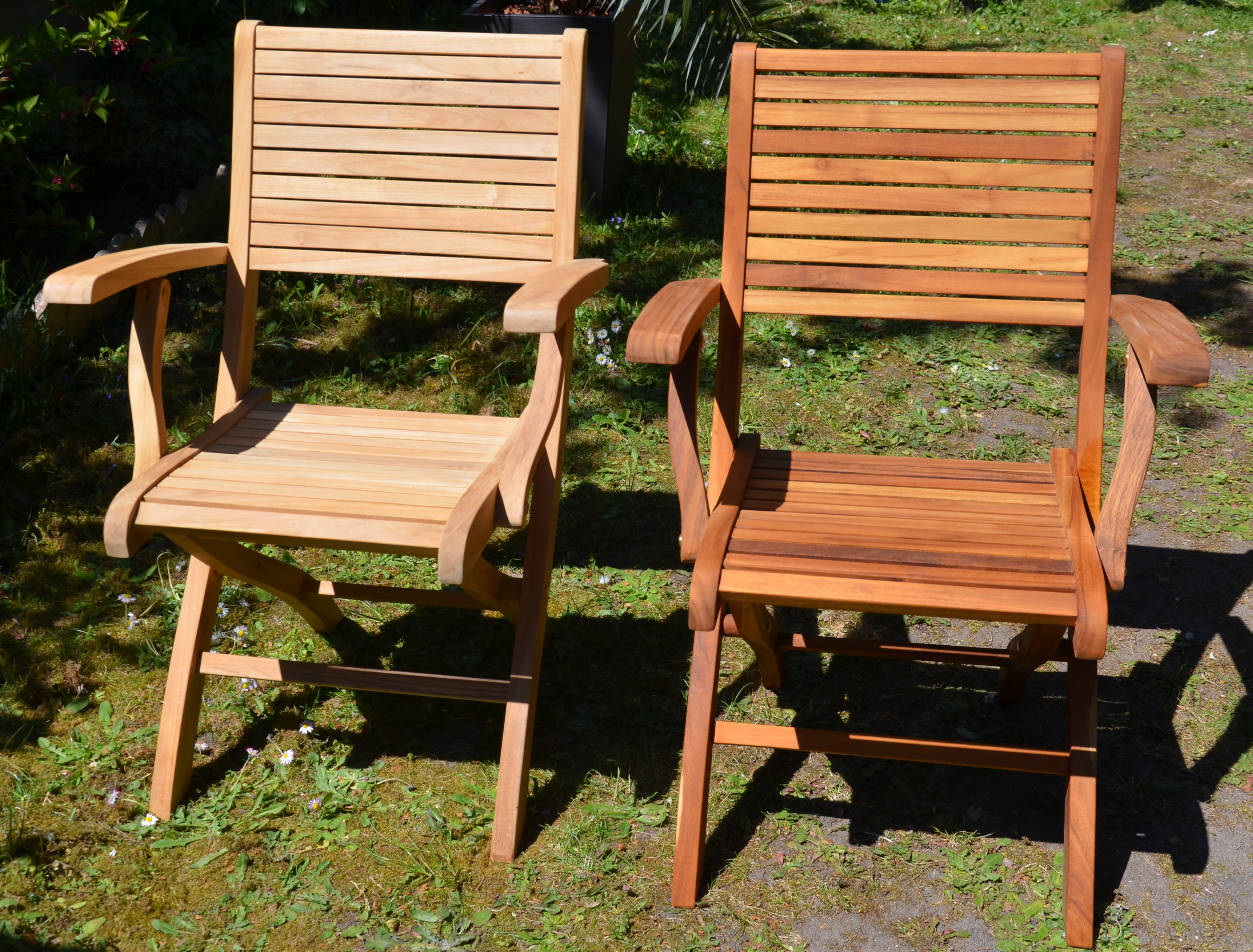
Sedie da giardino in teak
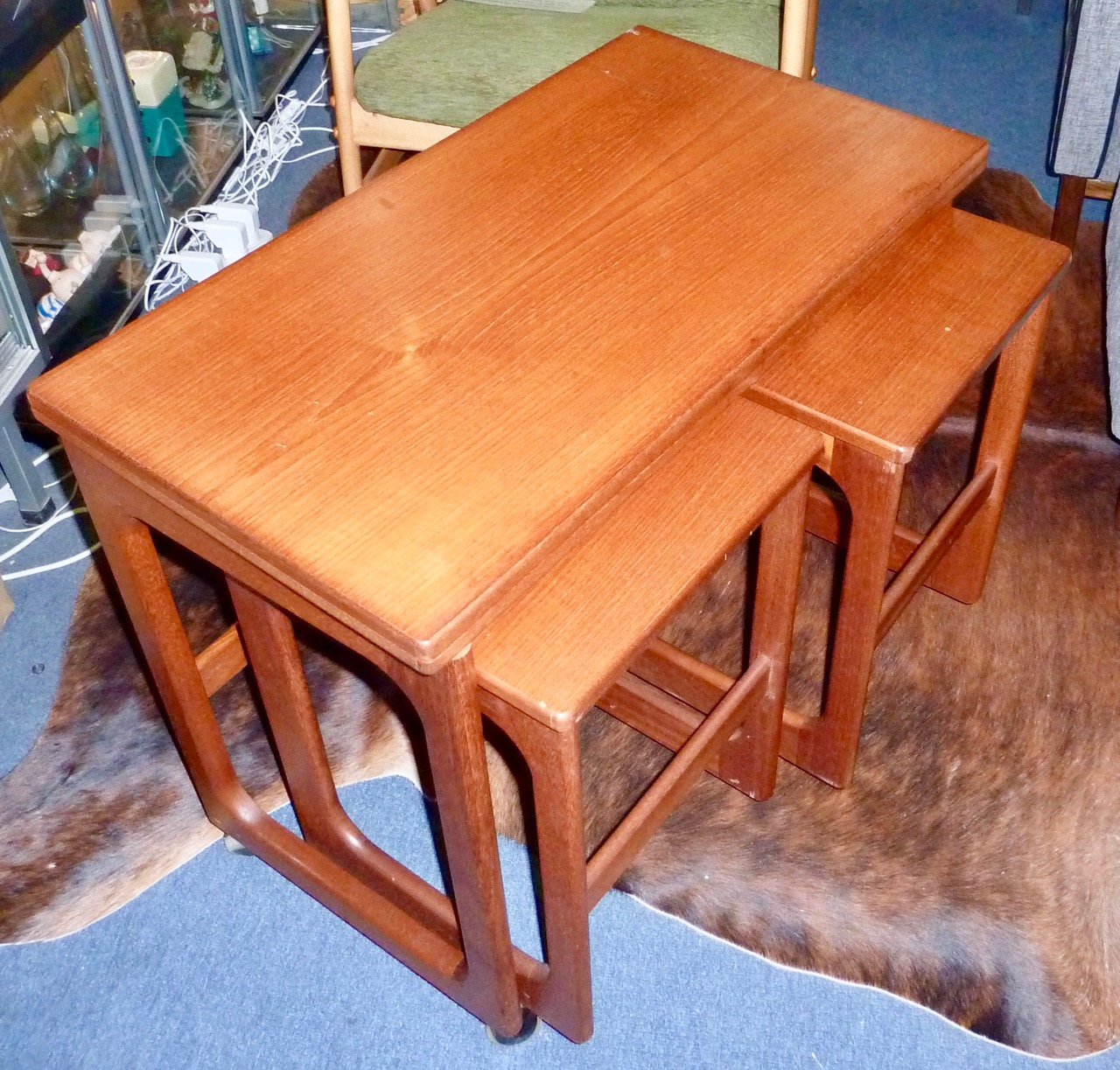
Tavolini in teak

Il teak è stato utilizzato come materiale per la costruzione di barche per oltre 2000 anni (è stato ritrovato in uno scavo archeologico a Berenice Pancrisia, un porto sulla rotta commerciale indiana romana). Oltre ad avere una resistenza relativamente elevata, il teak è anche molto resistente al marciume, ai funghi e alla muffa. Il legno mostra un restringimento relativamente basso, che lo rende eccellente per applicazioni in cui subisce cambiamenti periodici di umidità. Il teak ha la proprietà insolita di essere sia un eccellente legname strutturale per intelaiature o assi, sia allo stesso tempo di essere facilmente lavorato e rifinito. Per questo motivo è apprezzato anche per le rifiniture degli interni delle imbarcazioni. A causa della natura oleosa del legno, è necessario prestare attenzione a preparare adeguatamente il legno prima dell'incollaggio.
Quando viene utilizzato sulle imbarcazioni, il teak è molto versatile anche nelle finiture. Un'opzione è quella di non utilizzare alcuna finitura, nel qual caso il legno assumerà naturalmente un gradevole colore grigio argenteo. Il legno può anche essere oliato con un agente di finitura come l'olio di lino o di tung. Infine, il teak può anche essere verniciato per ottenere una lucentezza profonda e intensa.
Il teak è ampiamente utilizzato anche nei ponti delle barche, poiché è estremamente resistente e richiede pochissima manutenzione. Il teak tende a consumarsi prima nelle fasce di crescita più morbide 'estive', formando una superficie naturale 'antiscivolo'. Ogni levigatura è quindi solo dannosa. Gli esperti di barche in legno lavano il teak solo con acqua salata e, se necessario, lo ricalafatano. In questo modo si pulisce il ponte, si impedisce che si secchi e che il legno si restringa. Il sale aiuta ad assorbire e trattenere l'umidità, prevenendo la crescita di muffe e alghe. Una manutenzione eccessiva, come la pulizia del teak con prodotti chimici aggressivi, può ridurne la durata utile come pavimentazione.